# Cyttarops alecto
Cyttarops alecto är en fladdermusart som beskrevs av Thomas 1913. Cyttarops alecto är ensam i släktet Cyttarops som tillhör familjen frisvansade fladdermöss. IUCN kategoriserar arten globalt som livskraftig. Inga underarter finns listade i Catalogue of Life.
Individerna når en kroppslängd (huvud och bål) av 50 till 55 mm, en svanslängd av 20 till 25 mm och en underarmlängd av 45 till 47 mm. Pälsen har allmänt en mörkgrå färg. Den broskiga fliken i örat (tragus) har i nedre delen en nästan fyrkantig struktur. I flygmembranen nära svansen finns inga körtlar eller hudveck (påsar). Arten skiljer sig även genom avvikande detaljer av skallens konstruktion från närbesläktade fladdermöss.
Denna fladdermus förekommer i Central- och norra Sydamerika. Utbredningsområdet sträcker sig från Nicaragua till norra Colombia och sedan i ett brett band längs Atlanten till Amazonflodens delta. Arten vistas i regioner som ligger lägre än 500 meter över havet. Valet av habitat är inte helt utredd. Cyttarops alecto hittades bland annat i trädgårdar.
Upphittade flockar med upp till tio medlemmar vilade under stora palmblad. Födan utgörs troligen av insekter. Cyttarops alecto lämnar viloplatsen cirka 45 minuter efter solnedgången och flyger 3 till 4 meter över marken. I Costa Rica observerades en hona med en diande unge.